# Menschenrechte in Litauen
Die Menschenrechte in Litauen (Rechte und Freiheiten der Bürger) der Republik Litauen werden in der Verfassung Litauens von 1992 festgelegt. Litauen hat die allgemeine Erklärung der Menschenrechte unterzeichnet und außerdem eine Reihe weiterer Menschenrechtskonventionen ratifiziert wie den internationalen Pakt über bürgerliche und politische Rechte, den internationalen Pakt über wirtschaftliche, soziale und kulturelle Rechte und die europäische Menschenrechtskonvention. Diese internationalen Abkommen haben  Vorrang vor der nationalen Gesetzgebung.

## Homosexualität

Homosexualität wurde erst 1993 legalisiert. Homosexualität ist im Schutzalter der Heterosexualität gleichgestellt und das Schutzalter wurde 2004 auf 14 Jahre angeglichen. Bei Baltic Pride gibt es Gegendemonstrationen, an denen auch bekannte Politiker jedes Jahr teilnehmen.

## Organisationen
- seit 2004: Žmogaus teisių stebėjimo institutas
- LCHR Žmogaus teisių centras
- Seimas-Ausschuss der Menschenrechte
- Seimas-Kommission der Petitionen